# Forach (Fraunberg)
Forach ist ein Ortsteil der Gemeinde Fraunberg, Landkreis Erding, Oberbayern.

## Lage
Der Weiler liegt rund zwei Kilometer südöstlich von Fraunberg. 